# Pond Creek
Pond Creek är en ort (city) i Grant County i Oklahoma, USA.